# Félholt
A Félholt (eredeti cím: Half Past Dead) 2002-ben bemutatott amerikai akciófilm, melyet rendezői debütálásával Don Michael Paul írt és rendezett. A főszerepben Steven Seagal, Morris Chestnut, Ja Rule, Tony Plana, Kurupt és Nia Peeples látható.
A Félholt 2002. november 15-én jelent meg a Screen Gems által, Magyarországon DVD-n jelent meg szinkronizálva, világszerte 19 millió dolláros bevételt gyűjtött a 25 milliós költségvetésével szemben, általánosságban pozitív kritikákat kapott az értékelőktől.

## Cselekmény
Szasa Petroszevics autótolvajt a bűnöző Nick Frazier vezeti be Sonny Eckvall  bűnügyi főnök körébe, aki viszont Szasa feleségének állítólagos gyilkosa. 
Ellen „E.Z.” Williams FBI ügynök rajtaüt Nicken, hogy elfogja őt, de a helyzet lövöldözésbe torkollik, amelyben Szasa halálosan megsebesül, de csodával határos módon megmenekül a haláltól.
Nyolc hónapos gyógyulás után, miután néhány percig klinikai halott volt, Szasa Nickkel együtt a nemrég újra megnyitott Alcatraz börtönben raboskodik. Ez a börtön, amelyet a karizmatikus Juan Ruiz „El Fuego” Escárzaga vezet, a halálbüntetésekről híres, amelyben az elítélt ötféle kivégzési mód közül választhat: halálos injekció, gázkamra, akasztás, kivégzőosztag vagy villamosszék.
A börtön első halálraítéltje az idős Lester McKenna, aki 200 millió dollár értékű aranyrudakat lopott el öt halálos áldozatot követelő rablás során. A Szövetségi Börtönügyi Hivatal igazgatója, Frank Hubbard és a Legfelsőbb Bíróság bírája, Jane McPherson ellátogatnak a börtönbe, hogy tanúi legyenek McKenna kivégzésének, mivel McPherson bírónő volt az, aki évekkel korábban meghozta a halálos ítéletét.
Aznap éjjel egy terrorista kommandó, a „49-esek” ejtőernyővel beugrik a börtönbe, és átveszi az irányítást; Hubbard egykori asszisztense, Donald Robert Johnson és „6-os” vezetésével elfogják McKennát, és azt tervezik, hogy magukkal viszik, hogy bevallja, hová rejtette a rablásból származó zsákmányt. Szasa, aki időközben bevallja Nicknek, hogy valójában egy beépített FBI-ügynök, aki bűnözőnek adta ki magát, hogy Sonny Eckvallhoz jusson, összefog McKennával, Nickkel és rabtársaival, hogy felvegyék a harcot Donny Johnson terroristái ellen, és megmentsék a bírónő életét.
Sikerül megmenteniük Jane McPherson bírónőt, akit túszul ejtettek, és kiiktatják a terroristákat. Végül McKenna elárulja Petroszevicsnek, hol van a pénz, mielőtt a menekülő Johnsonnal együtt felrobbantja magát egy helikopteren.

## Szereplők
| Szerep                                        | Színész           | Magyar hang     |
| --------------------------------------------- | ----------------- | --------------- |
| Szasa Petroszevics ügynök                     | Steven Seagal     | Szakácsi Sándor |
| 49-Egyes / Donny Johnson                      | Morris Chestnut   | Király Attila   |
| Nick Frazier                                  | Ja Rule           | Galambos Péter  |
| 49-Hatos                                      | Nia Peeples       | Benkő Nóra      |
| Juan Ruiz 'El Fuego' Escarzaga börtönigazgató | Tony Plana        | Jakab Csaba     |
| Twitch                                        | Kurupt            | Takátsy Péter   |
| Joe 'Little Joe'                              | Michael Taliferro | Bácskai János   |
| Ellen 'EZ' Williams különleges ügynök         | Claudia Christian | Timkó Eszter    |
| Jane McPherson bíró                           | Linda Thorson     | Tímár Éva       |
| Lester McKenna                                | Bruce Weitz       | Fodor Tamás     |
| Damon J. Kestner őr                           | Michael McGrady   | Kárpáti Tibor   |
| 'Sonny' Eckvall                               | Richard Bremmer   | Kőszegi Ákos    |

## A film készítése
A film forgatásának egyik szakasza Németországban zajlott, Lockdown munkacímmel.

## Bevételi adatok
2002. november 15-én mutatták be az amerikai mozikban, ahol a nyitóhétvégén 7,8 millió dollárt termelt. Az Egyesült Államokban 15,5 millió, az Államokon kívül pedig további 3,7 millió dollár bevételt ért el, összbevétele így világszerte 19,2 millió dollár lett.

## Házimozi-megjelenés
2003. március 4-én jelent meg DVD-n az Amerikai Egyesült Államokban.

## Fordítás
- Ez a szócikk részben vagy egészben  a   Half Past Dead című angol Wikipédia-szócikk fordításán alapul.  Az eredeti cikk szerkesztőit annak laptörténete sorolja fel. Ez a jelzés csupán a megfogalmazás eredetét és a szerzői jogokat jelzi, nem szolgál a cikkben szereplő információk forrásmegjelöléseként.
- Ez a szócikk részben vagy egészben  a   Half Past Dead című spanyol Wikipédia-szócikk fordításán alapul.  Az eredeti cikk szerkesztőit annak laptörténete sorolja fel. Ez a jelzés csupán a megfogalmazás eredetét és a szerzői jogokat jelzi, nem szolgál a cikkben szereplő információk forrásmegjelöléseként.